# Ruston (Luizjana)
Ruston – miasto, ośrodek administracyjny parafii Lincoln, w stanie Luizjana, w Stanach Zjednoczonych, położone ok. 105 km na wschód od Shreveport. W 2011 roku miasto liczyło 21 916 mieszkańców. 
Miasto zostało założone w 1883 roku na trasie linii kolejowej Vicksburg, Shreveport and Pacific Railroad przez Roberta E. Russa, od którego pochodzi nazwa miejscowości.
W Ruston swoją siedzibę ma Louisiana Tech University.
Przez miasto przebiega autostrada międzystanowa nr 20.